# 1976 год в истории изобразительного искусства СССР
1976 год был отмечен рядом событий, оставивших заметный след в истории советского изобразительного искусства.

## События
- Выставка «Художники на стройках IX пятилетки» открылась в Москве[1].
- Выставка произведений Леонида Васильевича Кабачека открылась в залах Ленинградского отделения Союза художников РСФСР.[2][3] В марте выставка произведений Л. В. Кабачека была показана в Москве в зале дирекции художественных лотерей[4].
- Выставка произведений Николая Ефимовича Тимкова открылась в залах Ленинградского отделения Союза художников РСФСР.[5]

- Выставка молодых мастеров изобразительного искусства открылась в феврале в залах Академии художеств СССР в Москве[6].
- Всесоюзная художественная выставка «Слава труду!» открылась в Москве в ЦВЗ «Манеж». Экспонировалось около 3000 произведений живописи, скульптуры, графики 1000 мастеров изобразительного искусства всех союзных республик.[7][8][9].
- 26 марта — выставка произведений К. Ф. Юона к 100-летию со дня рождения художника открылась в Государственной Третьяковской галерее[10].

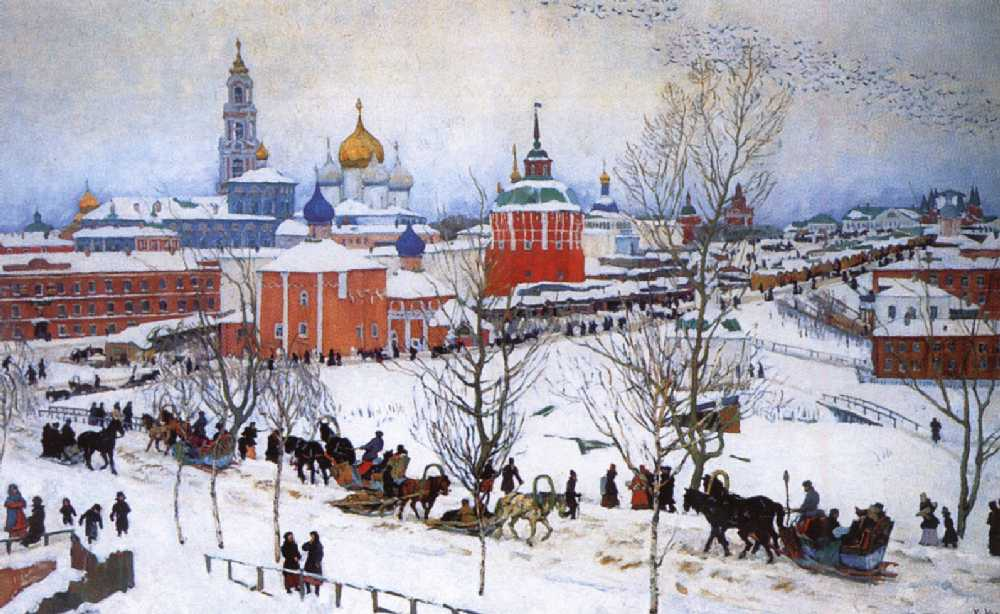
К. Ф. Юон. Троице-Сергиева Лавра. 1911

- Ленинская премия за 1976 год в области изобразительного искусства присуждена З. К. Церетели за пространственно-декоративное решение детской зоны курортного городка в Адлере[10].
- 16 апреля — выставка произведений известного ленинградского мастера декоративно-прикладного искусства Б. А. Смирнова открылась в Москве в зале Союза художников СССР (ул. Горького, 25)[4].
- Традиционная Весенняя выставка работ московских художников открылась в залах Дома художника (ул. Кузнецкий мост, 11). Экспонировалось свыше 700 произведений живописи, графики, скульптуры[11].
- Золотых медалей Академии художеств СССР за лучшие произведения, созданные в 1975 году, удостоены живописец Д. Мочальский и скульптор Б. Свинин. Серебряными медалями Академии художеств СССР отмечены график В. Ветрогонский и живописец М. Самсонов[12].
- 20 апреля — Государственный музей-мастерская скульптора А. С. Голубкиной открылся в Москве на ул. Щукина, 12, где она жила и работала последние семнадцать лет жизни, с 1910 по 1927 год[13].

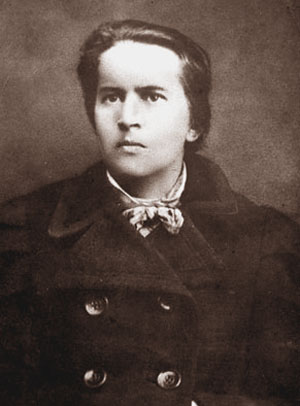
Анна Голубкина
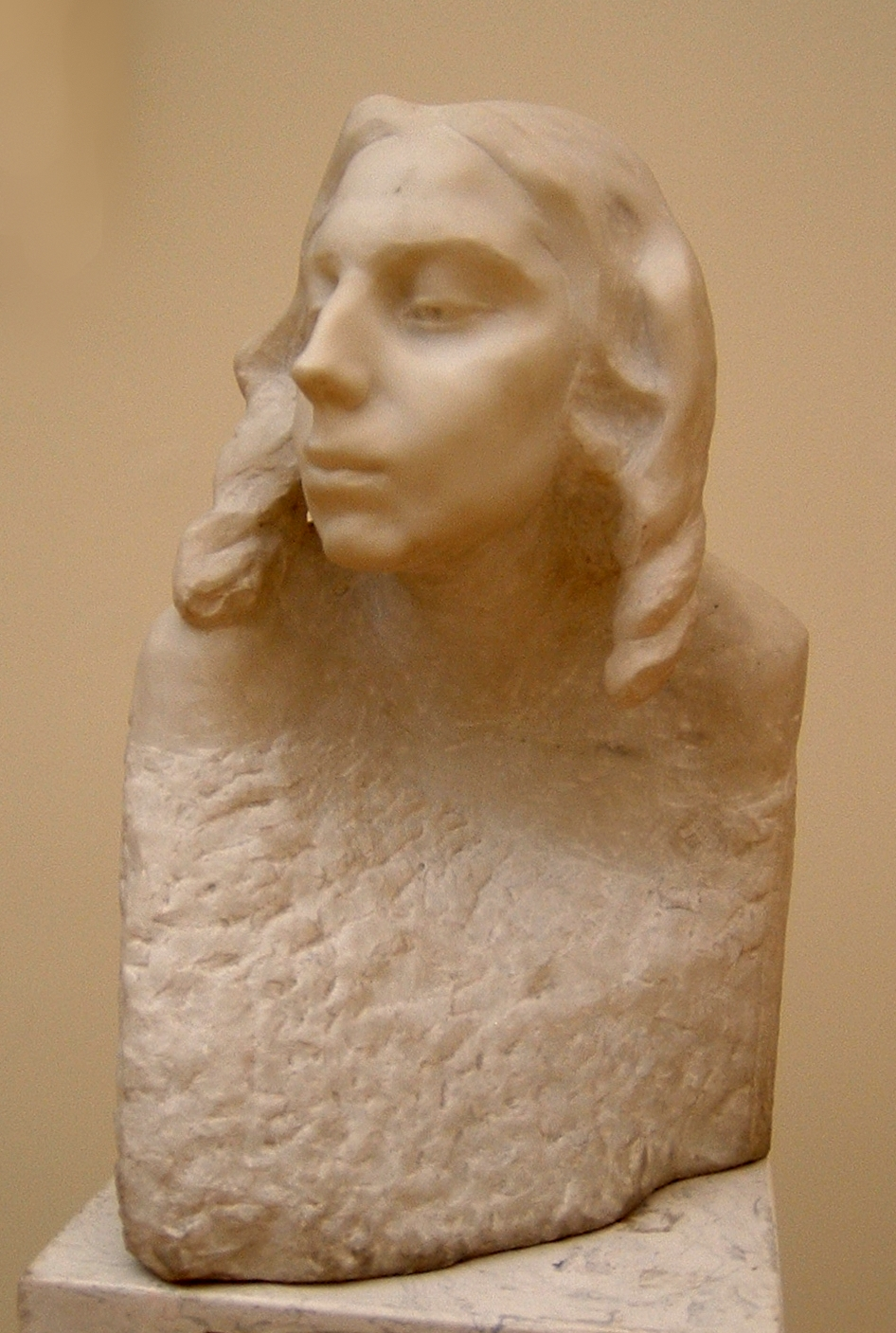
Портрет скульптора Е. Д. Никифоровой-Кирпичниковой. 1908
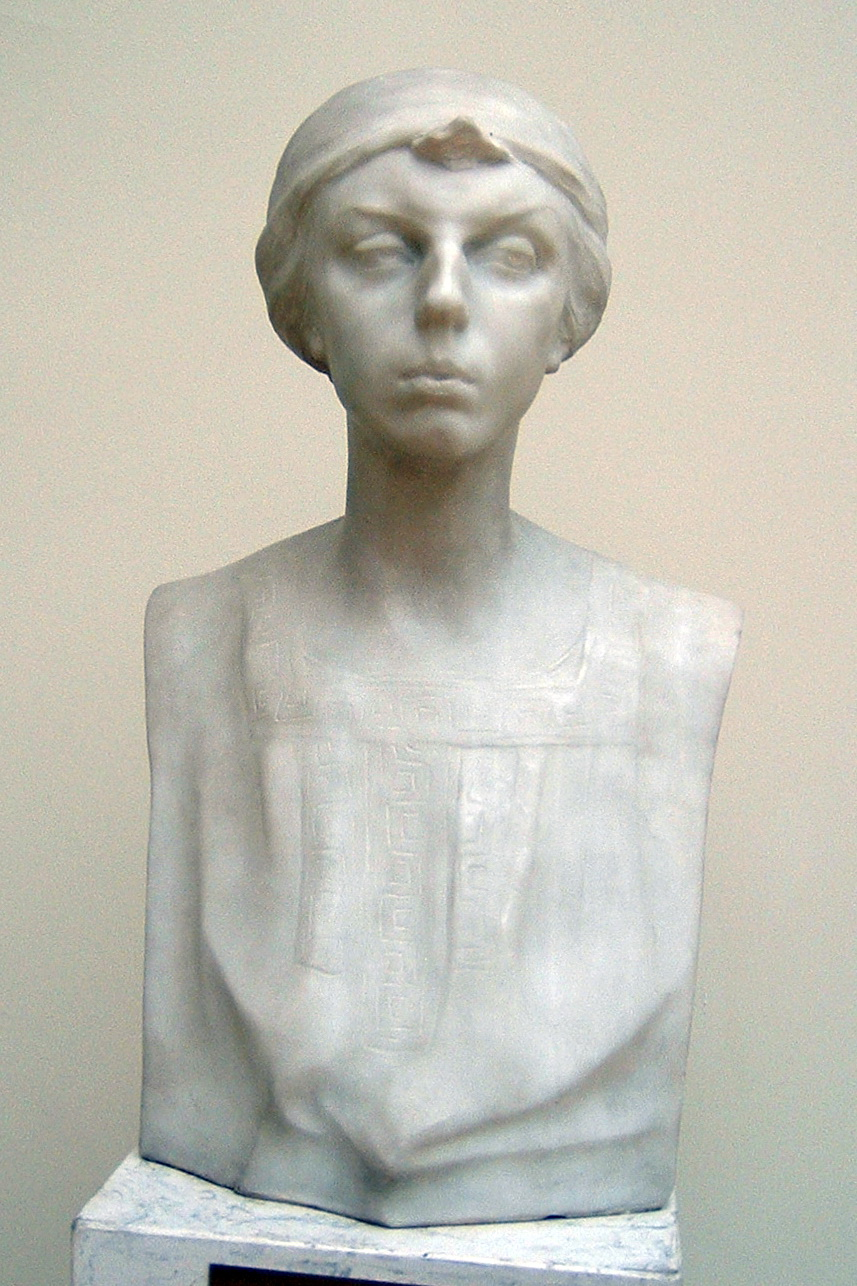
Портрет Е. П. Носовой-Рябушинской. 1912

- 23 апреля — X-я Выставка произведений художников-участников Великой Отечественной войны открылась в Москве в залах Дома художника (Кузнецкий мост, 11). Экспонировалось 450 произведений живописи, скульптуры, графики[11].
- Выставка произведений живописца Обозненко Дмитрия Георгиевича открылась в залах Ленинградского отделения Союза художников РСФСР[14].
- 27 апреля — Выставка произведений скульптора С. Конёнкова и живописца А. Пластова открылась в Москве в ЦВЗ «Манеж». Экспонировалось свыше 2000 произведений мастеров изобразительного искусства[15].
- 12-я выставка произведений членов Академии художеств СССР открылась в апреле в залах Академии художеств в Москве[10].
- Художественная выставка «Молодость страны» открылась в апреле в Ленинграде в выставочном зале Союза художников РСФСР. Экспонировались произведения 300 авторов[14].
- Выставка «Портрет современника. Пятая выставка произведений ленинградских художников 1976 года» открылась в залах Государственного Русского музея. Экспонировались произведения более 320 авторов[16].
- 13 мая — выставка произведений Лабаса А. А. к 75-летию со дня рождения открылась в Москве в залах Дома художника на Кузнецком мосту. Экспонировалось 200 произведений живописи и графики[14].
- 21 мая — Выставка «Революция 1905-1907 годов в изобразительном искусстве» открылась в Государственном Русском музее[17].
- 25 мая — выставка работ живописца Попкова Виктора Ефимовича (1932-1974) открылась в Москве в залах Дома художника на Кузнецком мосту. Экспонировалось свыше 400 произведений живописи и графики[17].
- 26 июля — Выставка произведений грузинского художника Нико Пиросманашвили (1862-1918) открылась в Ленинграде в Государственном Русском музее[18].

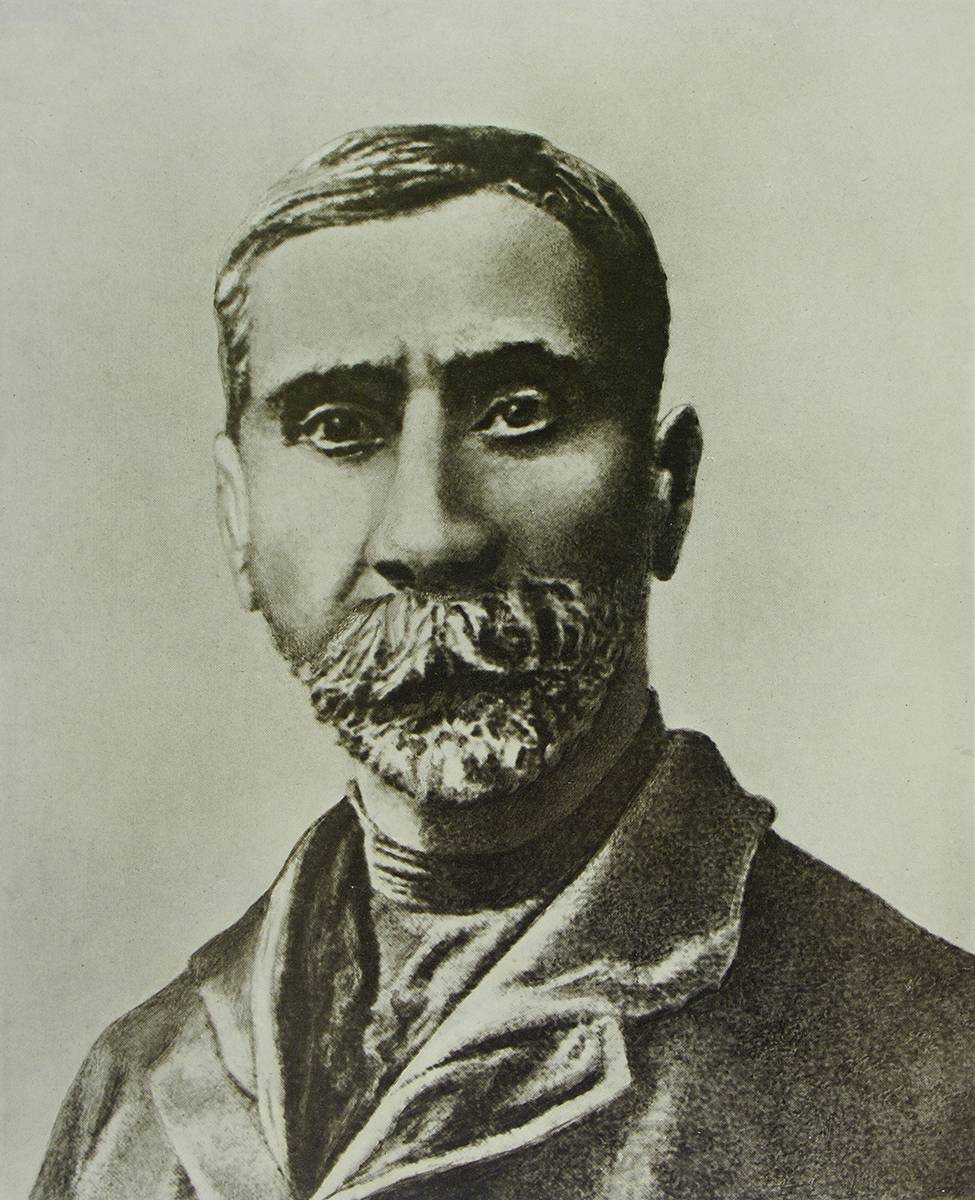
Нико Пиросмани
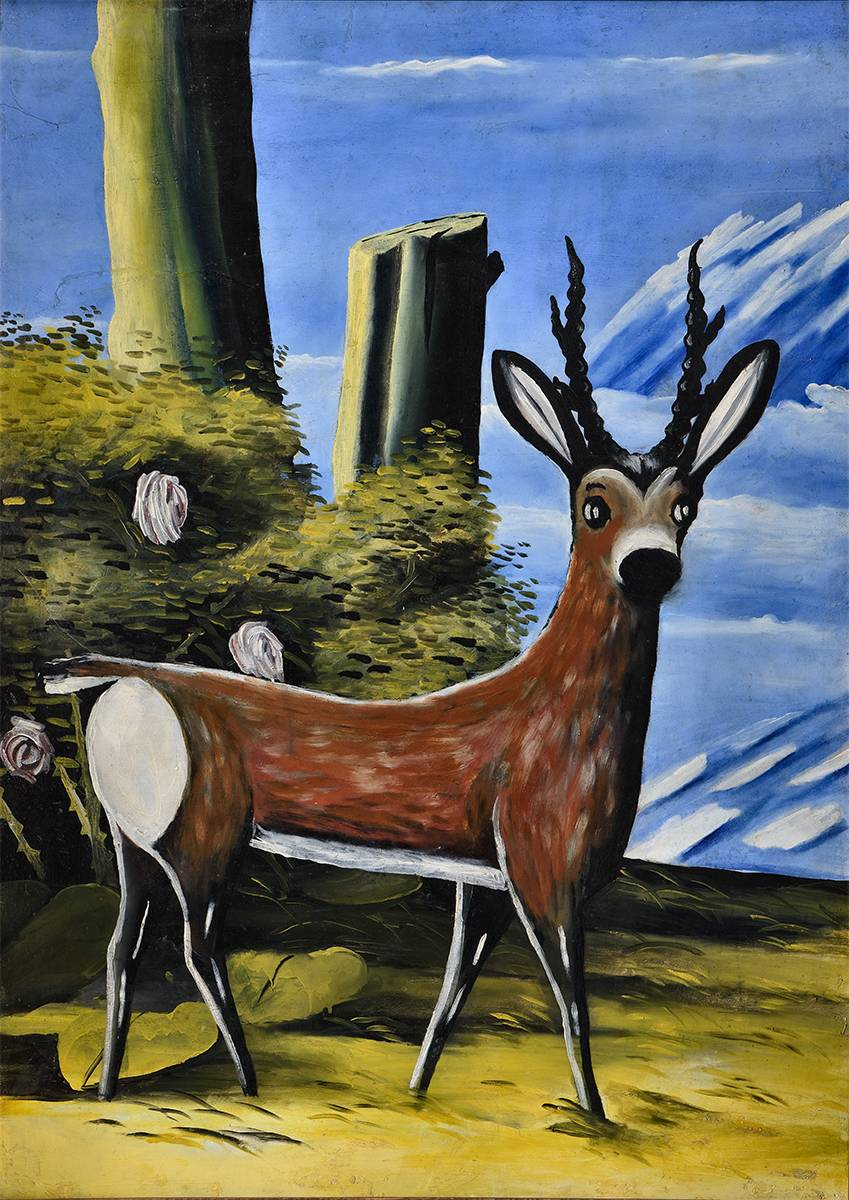
Олень и пейзаж. 1913
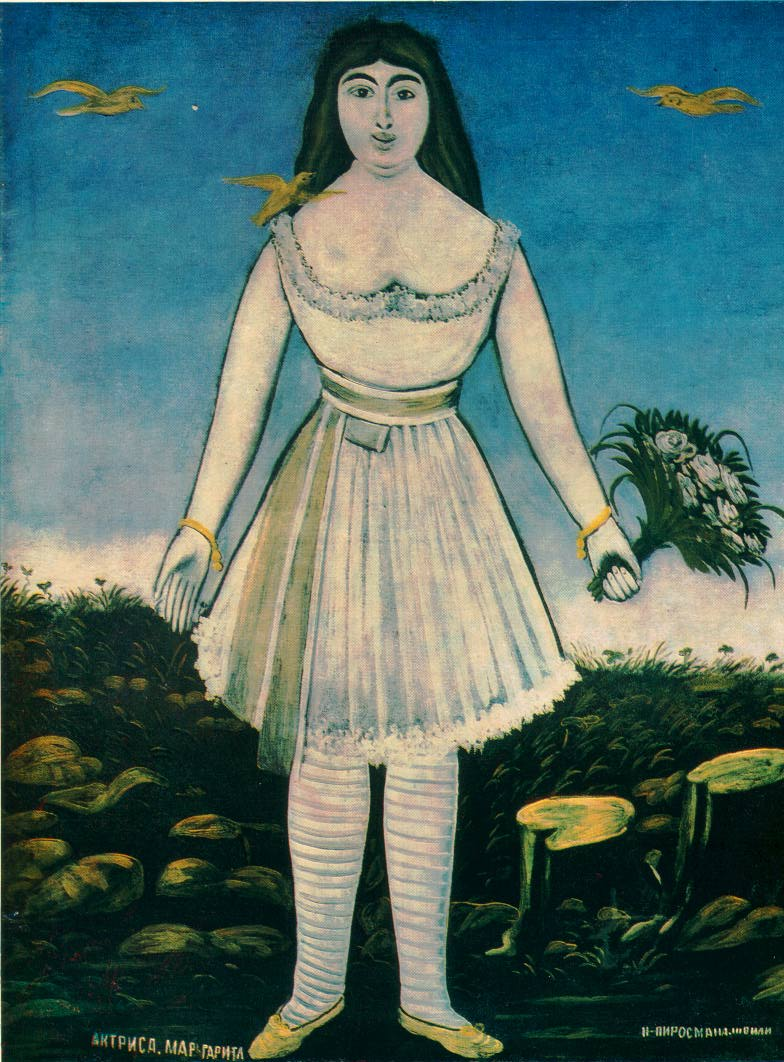
Маргарита. 1909
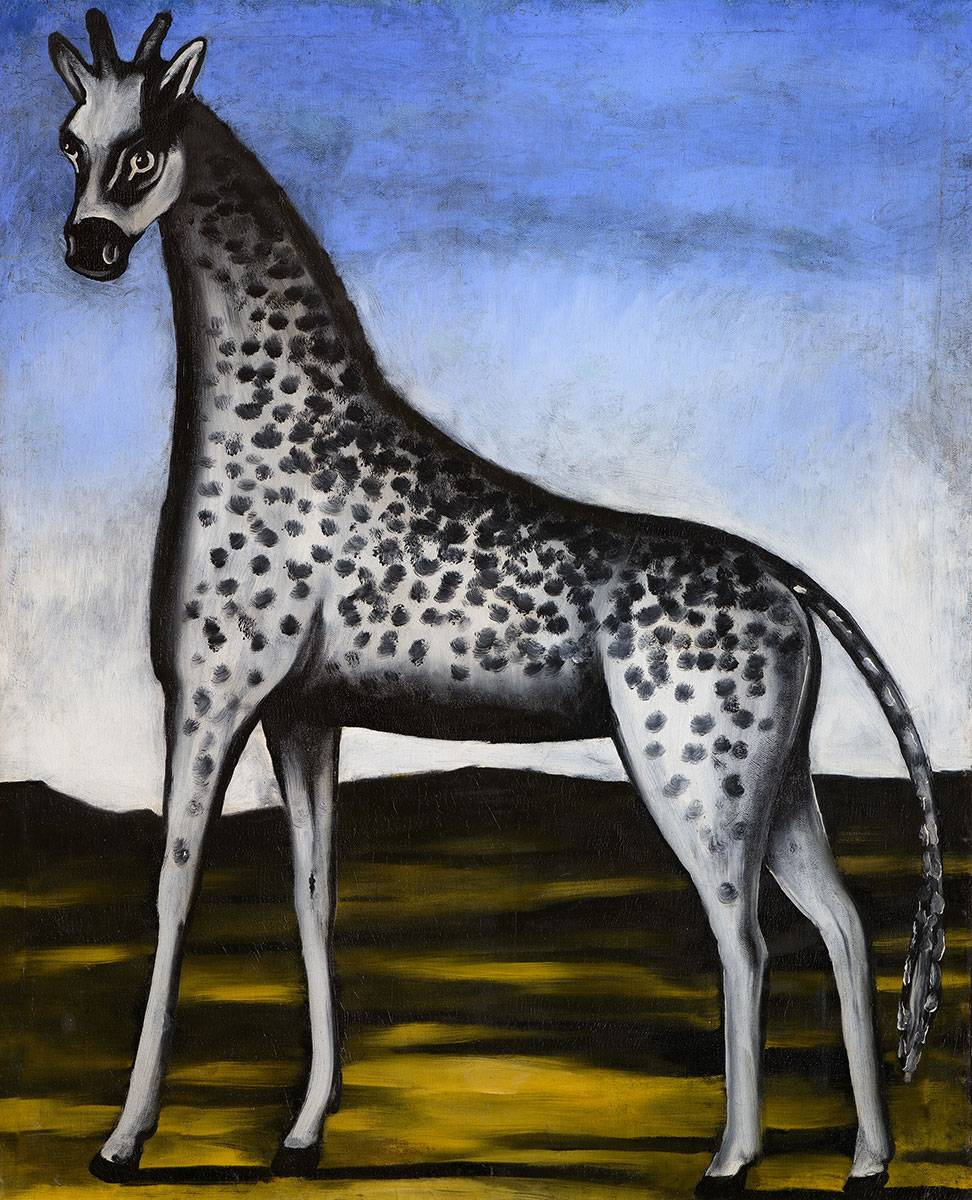
Жираф. 1900-е

- 28 июля — Третья Всероссийская выставка произведений молодых художников открылась в Москве в ЦВЗ «Манеж»[19].
- Выставка произведений скульптора Эрьзи С. Д. (1876-1959) открылась в Москве в Доме художника (Кузнецкий мост, 11). Экспонировалось свыше 100 работ мастера[19].

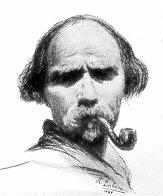
Степан Эрьзя

- Открыт Сочинский художественный музей. Расположен в здании, построенном в 1936 году по проекту академика архитектуры И. В. Жолтовского для административного учреждения. Памятник архитектуры федерального значения.
- 5 августа — Выставка «Петербург в русской гравюре 18 - начала 20 века» открылась в ГМИИ имени А. С. Пушкина[20].
- В Центральном театральном музее им. А. А. Бахрушина открылась юбилейная выставка произведений Ивана Яковлевича Билибина к 100-летию со дня рождения художника[20].

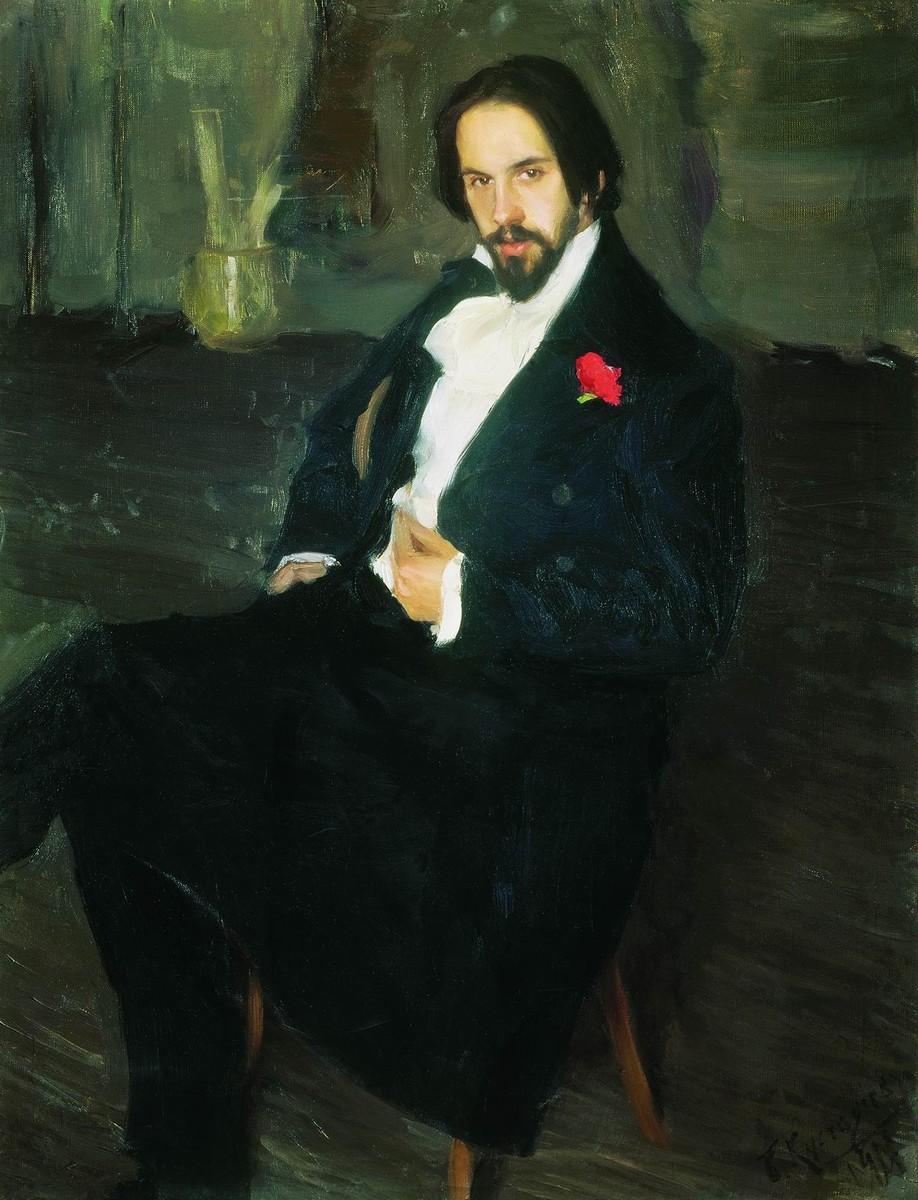
Иван Билибин
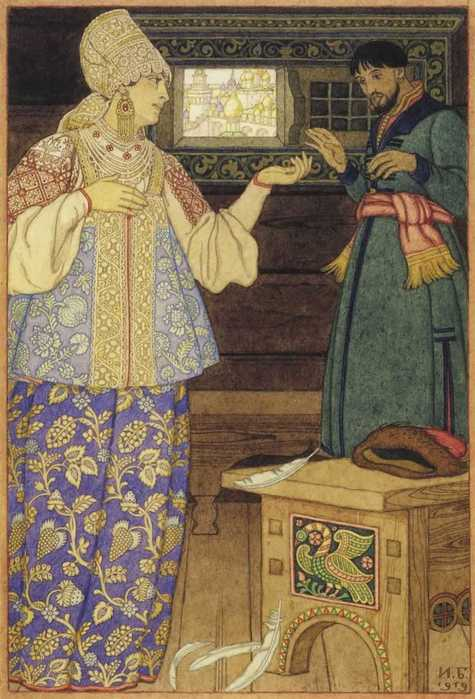
Андрей-стрелок и Стрельчиха. 1900
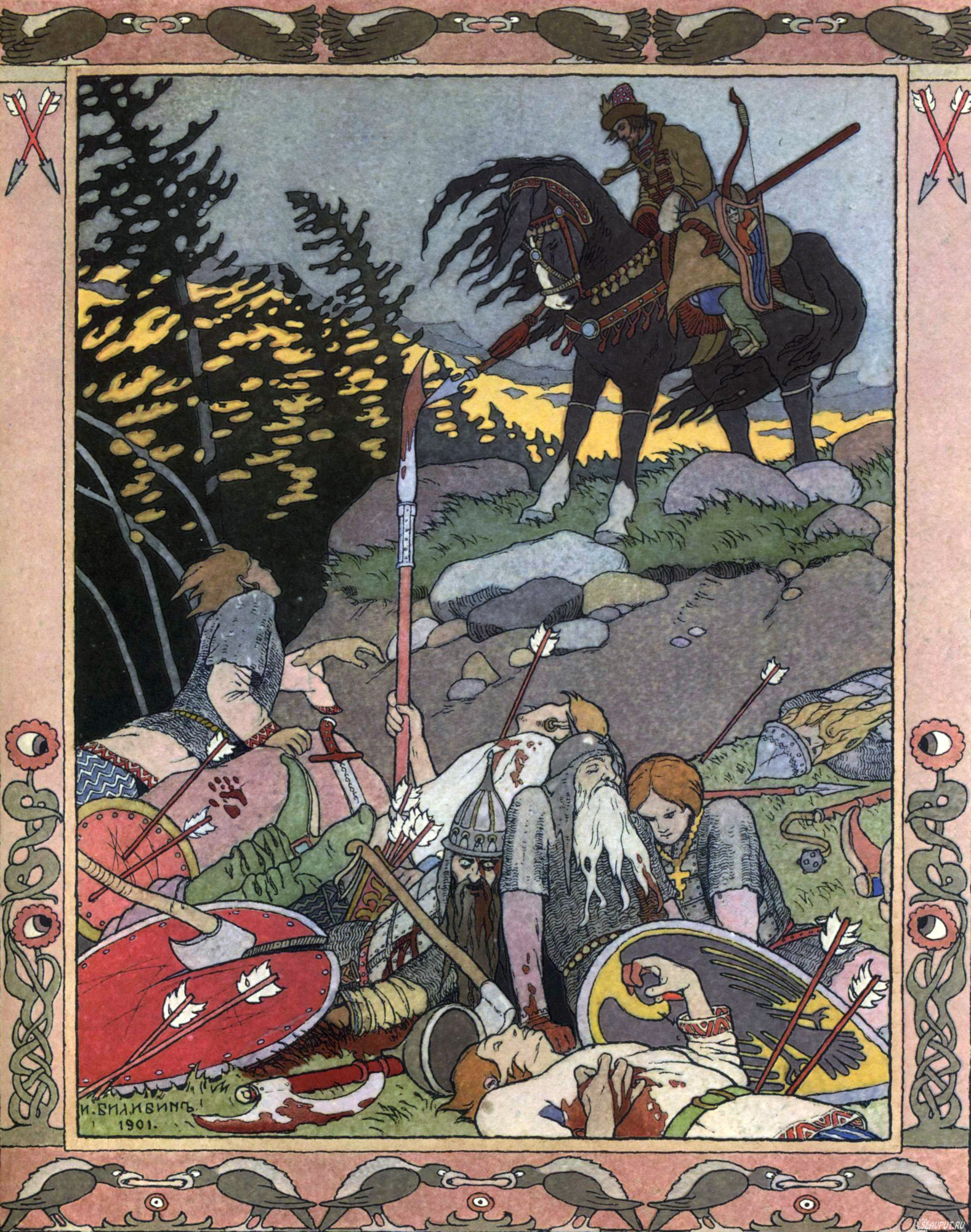
Марья Моревна. 1900
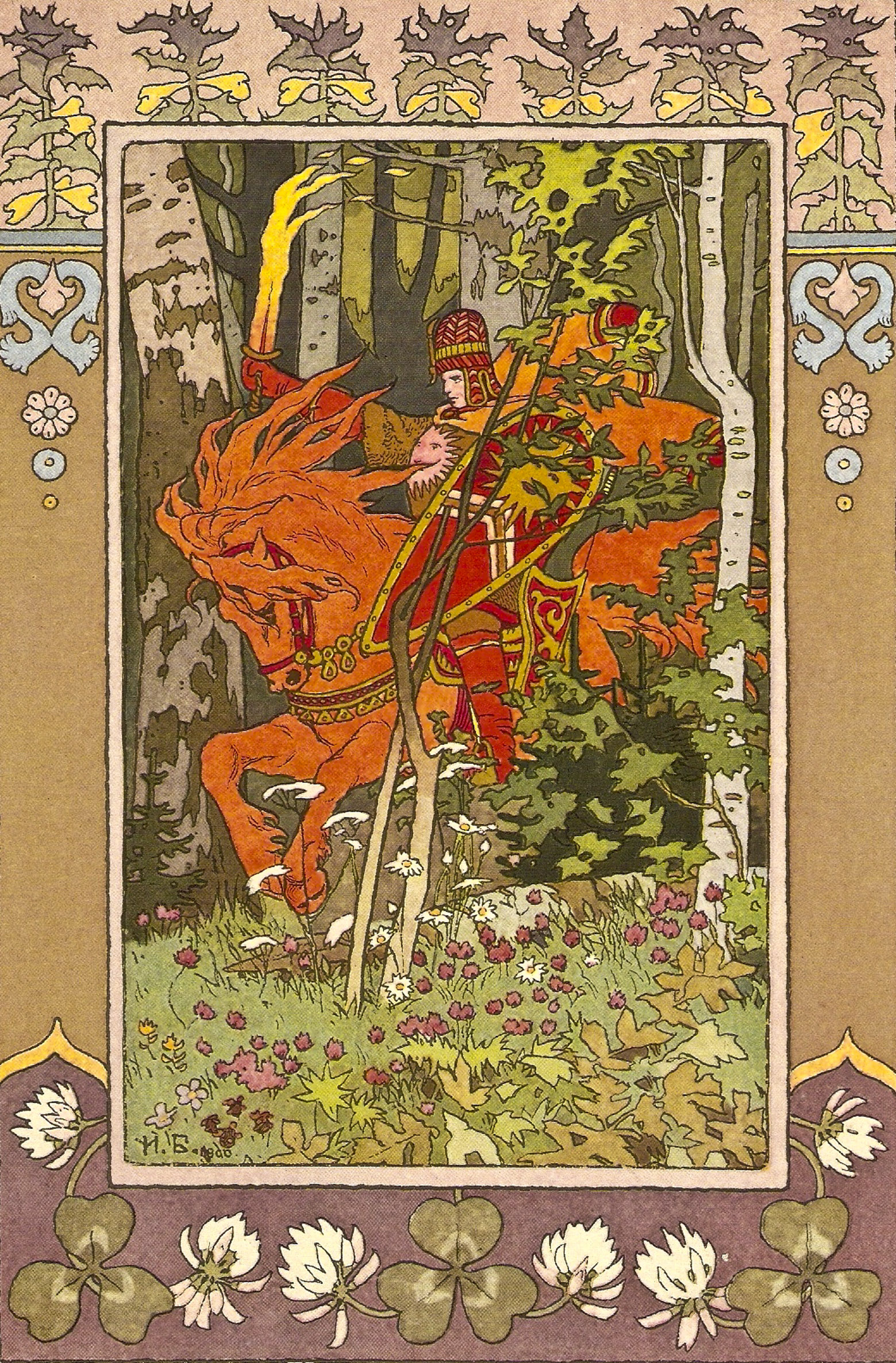
Красный всадник. 1899

- 16 августа — Выставка произведений Кончаловского П. П. (1876-1956) к 100-летию со дня рождения художника открылась в Москве в залах Академии художеств СССР[20].

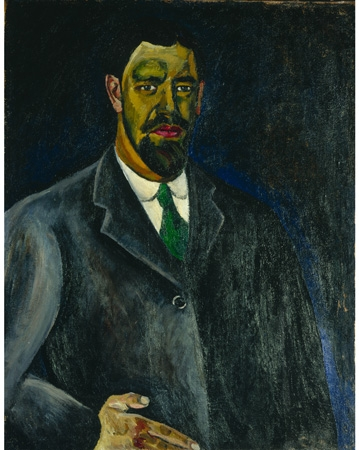
Пётр Кончаловский
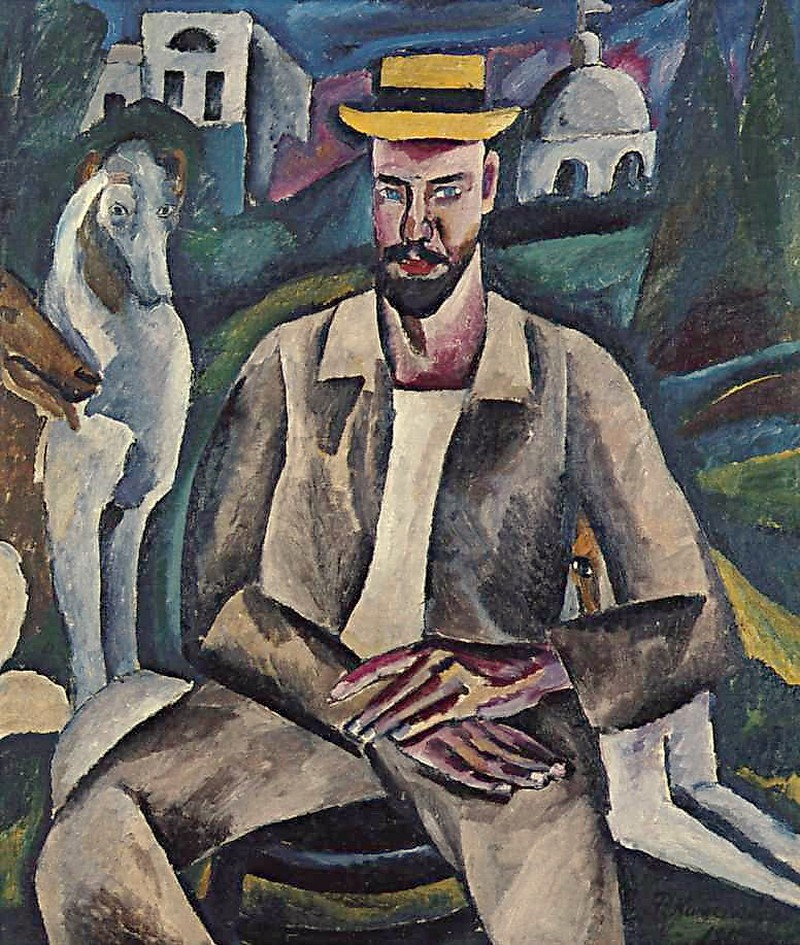
Вас. Рождественский. 1912
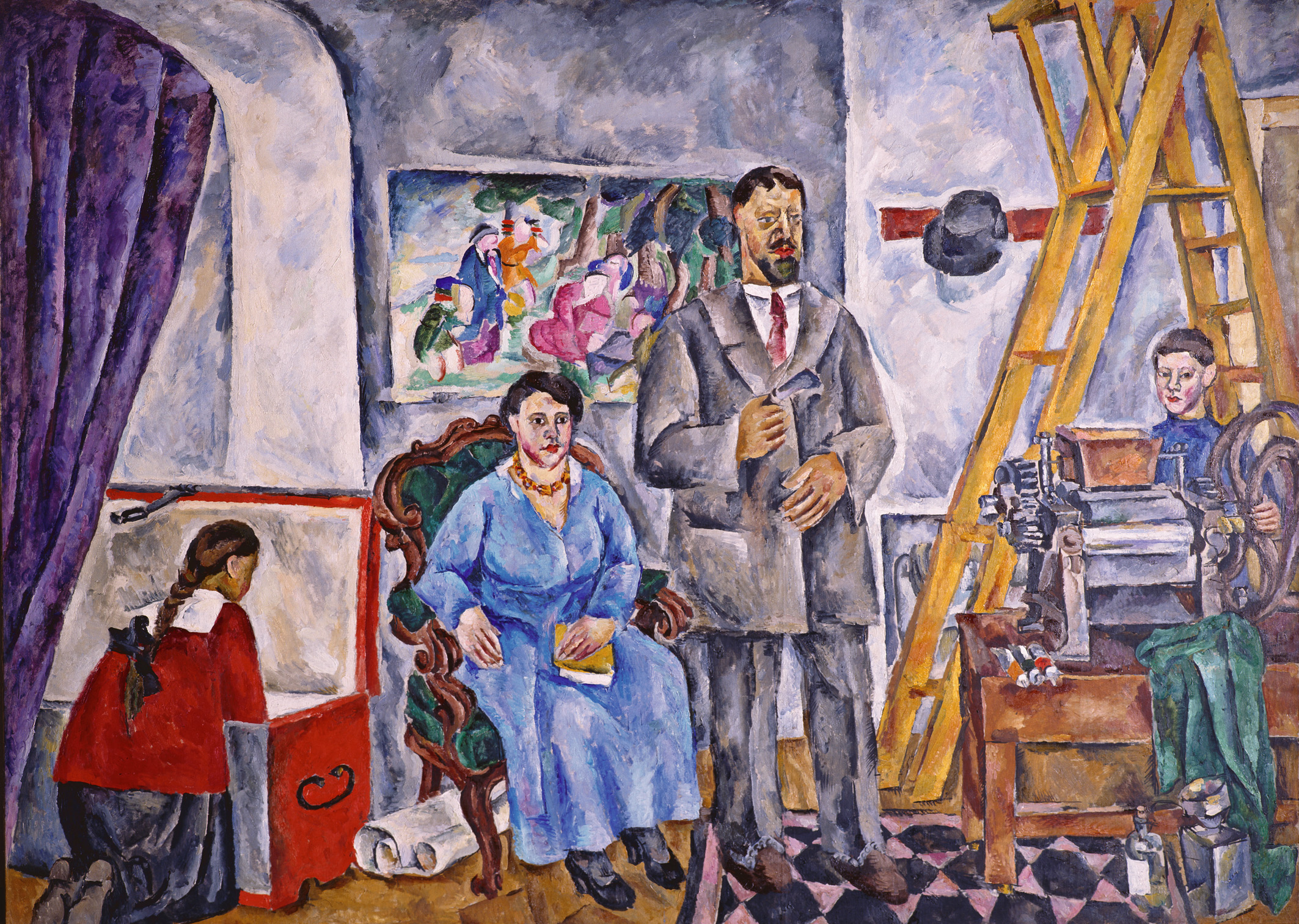
Семейный портрет. 1917
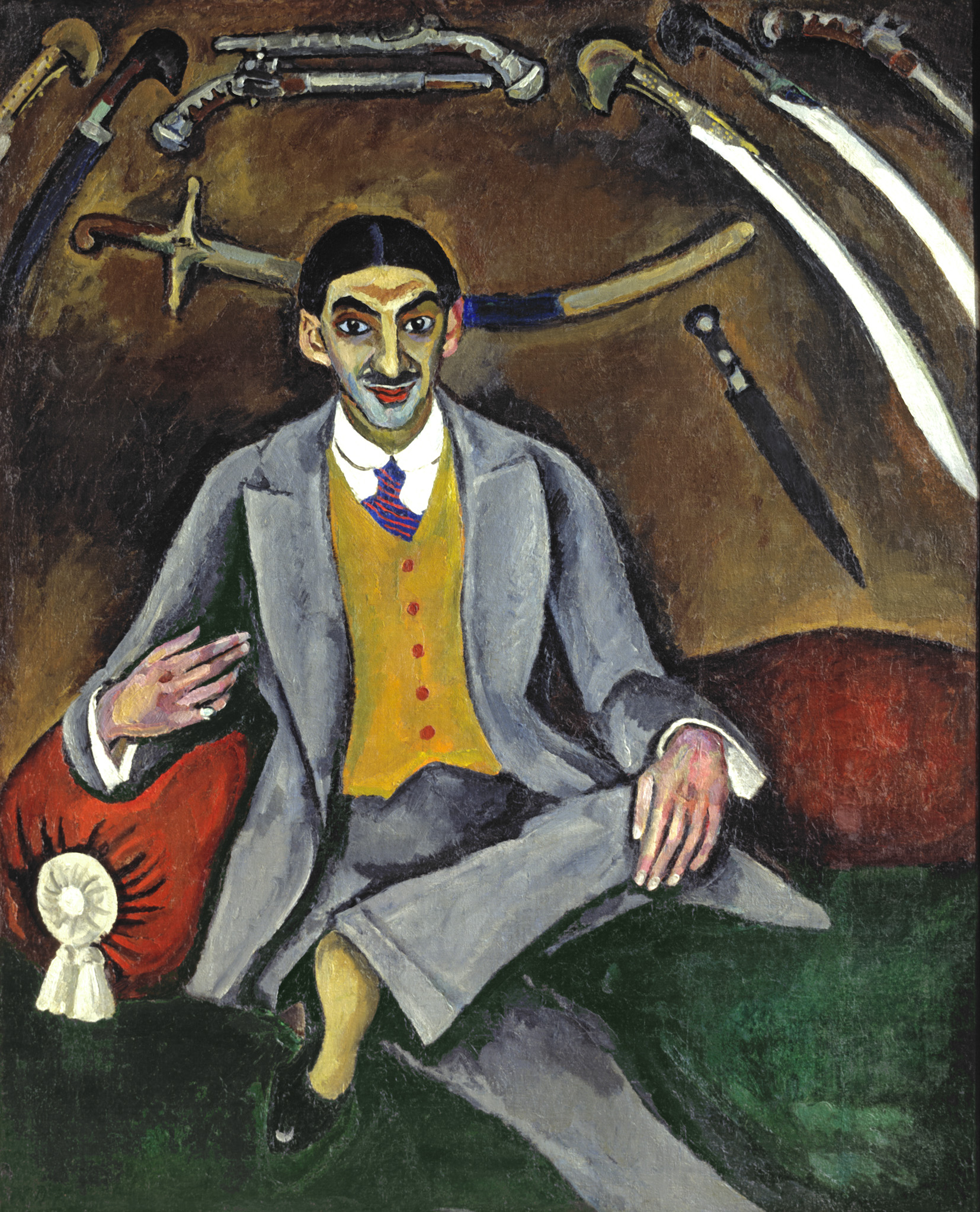
Портрет Г. Б. Якулова. 1910

- 17 августа — Выставка произведений художника-графика Лансере Евгения Евгеньевича (1875-1946) открылась в Ленинграде в Научно-исследовательском музее Академии художеств[21].

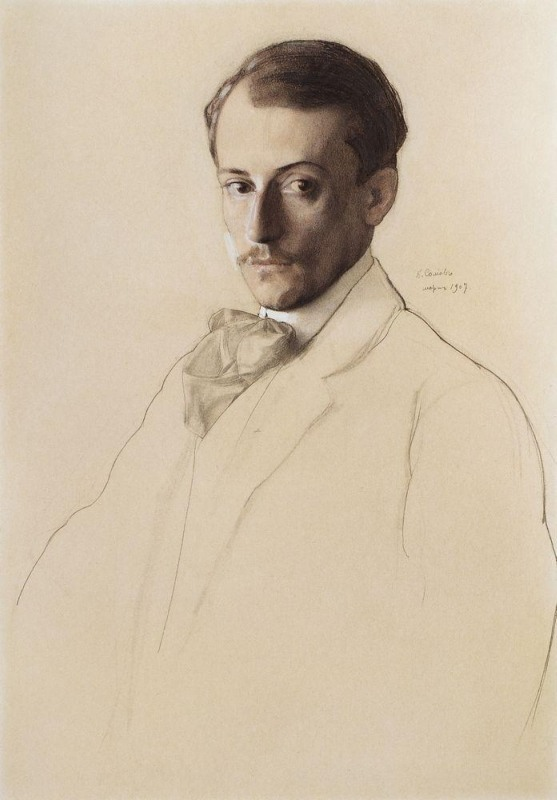
Евгений Лансере

- Выставка произведений Гринберга Владимира Ариевича (1896-1942) открылась в залах Ленинградского отделения Союза художников РСФСР. Экспонировалось свыше 150 произведений живописи и графики художника[3].
- 10 сентября — Республиканская выставка «Пейзаж» открылась в Ленинграде в зале Союза художников РСФСР[21].
- Ретроспективная выставка «Изобразительное искусство Ленинграда» открылась в Москве в Центральном выставочном зале «Манеж».[22][23].
- Выставка произведений Энгельса Васильевича Козлова открылась в залах Ленинградского отделения Союза художников РСФСР[24].

- Выставка произведений молодых художников открылась в Москве в залах Академии художеств СССР[25].

## Скончались
- 1 января — Каневский Аминадав Моисеевич, советский график, Народный художник СССР, действительный член Академии художеств СССР (род. в 1898).
- 24 мая — Рухин Евгений Львович, художник, представитель неофициального искусства (род. в 1943).
- 31 июля — Кацман Евгений Александрович, живописец, график, Народный художник СССР (род. в 1890).
- 8 августа — Бибиков Георгий Николаевич, российский советский живописец, график, иллюстратор, монументалист и театральный художник (род. в 1903).

## Галерея работ 1976 года

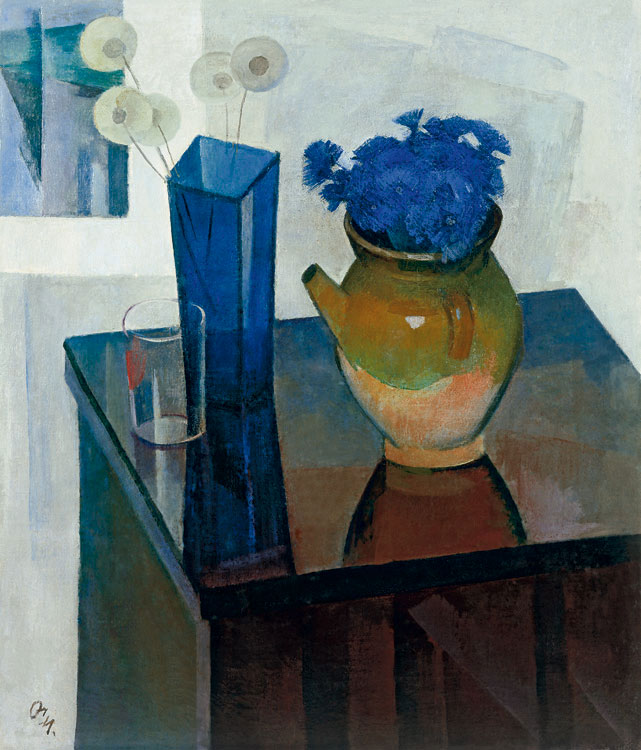
С. Осипов. Васильки. 1976